# Lienz
Lienz () je mesto v zvezni deželi Tirolski v Avstriji. Je upravno središče istoimenskega okraja, ki obsega celotno Vzhodno Tirolsko.
Leži na stičišču Iselske in Dravske doline ob izlivu reke Isel v Dravo. S severa ga obdajajo Visoke Ture (skupini Šober in Kreuzeck) in z juga Ziljske Alpe (Lienški Dolomiti). Sosednja občina Leisach predstavlja skrajno vzhodno točko Pustriške doline.

## Zgodovina
Območje Lienza je naseljeno od bronaste dobe, nekaj kilometrov vzhodno od današnjega mesta stojijo ostanki starorimske naselbine Aguntum. Sam Lienz je bil v virih prvič omenjen okoli leta 1030 kot Luenzina. Kot naselje z mestnimi pravicami se prvič omenja leta 1242. V tretji četrtini 13. stoletja so Goriški grofje v Lienzu dali sezidati grad Bruck, s čimer je postal središče Prednje grofije Goriške. Po izumrtju Goriških grofov in prehodu pod Habsburžane je Lienz postal obrobno mesto dežele Tirolske in izgubil pomembnost.
Aprila 1797 so mesto dvakrat zavzeli francoski vojaki. Po izgubljeni bitki pri Austerlitzu in sklenjenem Bratislavskem miru je bila Avstrija Tirolsko prisiljena odstopiti Volilni kneževini Bavarski. V letih 1809–1813 je bila del Ilirskih provinc, nato jo je znova osvojila Avstrija.
Ob koncu druge svetovne vojne se je v Lienzu 1. kozaška divizija, ki se je borila na strani nacistične Nemčije, predala britanski zavezniški vojski, ta pa jih je kljub drugačnim obljubam izročila Sovjetski zvezi; dogodek je v Avstriji znan kot »Lienzer Kosakentragödie«.